# Straton I. (Punjab)

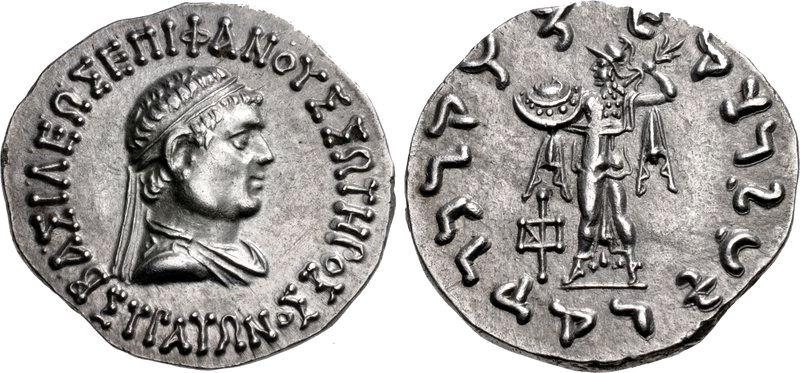
Münze des Straton I.

Straton I. war ein indo-griechischer König, der um 125 bis etwa 110 v. Chr. regierte.
Straton I. (lateinisch: Strato) war der Sohn der Agathokleia und wahrscheinlich des Menandros I. Er scheint zu Regierungsbeginn sehr jung gewesen zu sein, so dass seine Mutter für ihn regierte, herrschte aber ab einem gewissen Zeitpunkt alleine. Bei Regierungsbeginn bestand sein Reich noch zu einem großen Teil aus den Gebieten, die sein Vater erobert hatte, vor allem Gandhara, der westliche Punjab und Indien bis nach Mathura wurden von Straton regiert. Nur im Westen hatte sich ein Teil aus dem Reichsverband gelöst, doch gingen unter Straton I. auch Teile von Gandhara verloren. Er konnte wohl aber noch Mathura halten.
Auf einigen seiner Münzen findet sich das Schlagwort Dharmika  (des Dharma), was eine Hinwendung zum Buddhismus andeuten mag. Der Herrscher ist der einzige aus der Reihe der Indo-griechischen, der manchmal mit einem Bart dargestellt wurde.